# Secretário de Estado para os Assuntos Internos

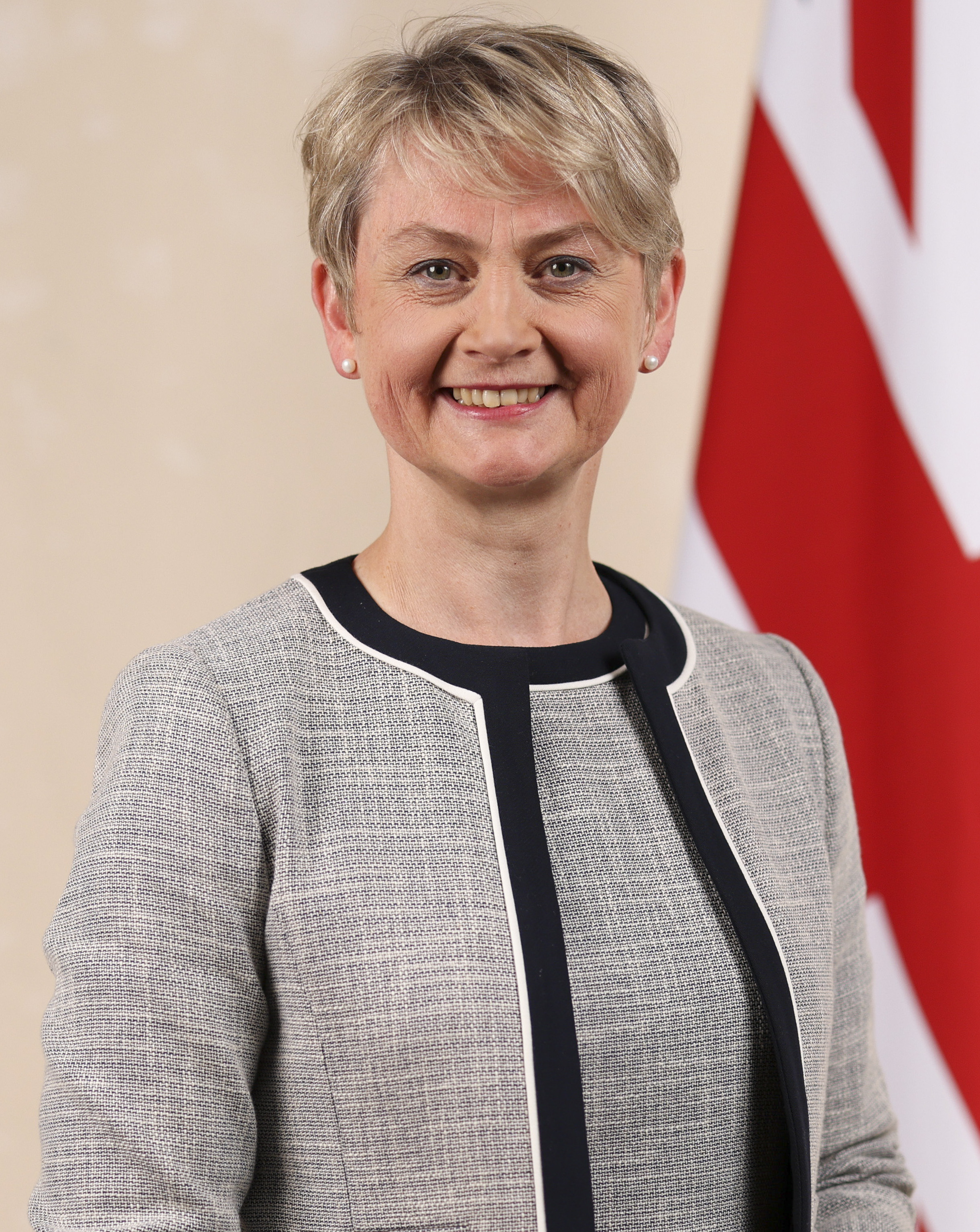
Yvette Cooper, atual Secretária para Assuntos Internos.

O Secretário de Estado para os Assuntos Internos (em inglês:  Secretary of State for the Home Department, mas habitualmente chamado Home Secretary) é o ministro do Interior do Reino Unido. É um dos cargos mais altos no governo britânico. Atualmente o cargo é ocupado por Yvette Cooper.

## Secretários de Estado para os Assuntos Internos de 1782 a 1801
| Nome | Nome                             | Início do mandato      | Fim do mandato         | Partido |
| ---- | -------------------------------- | ---------------------- | ---------------------- | ------- |
|      | William Petty                    | 27 de março de 1782    | 10 de julho de 1782    | Whig    |
|      | Thomas Townsend                  | 10 de julho de 1782    | 2 de abril de 1783     | Whig    |
|      | Lord North                       | 2 de abril de 1783     | 19 de dezembro de 1783 | Tory    |
|      | The Earl Temple                  | 19 de dezembro de 1783 | 23 de dezembro de 1783 | Whig    |
|      | Thomas Townsend                  | 23 de dezembro de 1783 | 5 de junho de 1789     | Whig    |
|      | Lord Grenville                   | 5 de junho de 1789     | 8 de junho de 1791     | Whig    |
|      | Henry Dundas                     | 8 de junho de 1791     | 11 de julho de 1794    | Tory    |
|      | William Henry Cavendish-Bentinck | 11 de julho de 1794    | 30 de julho de 1801    | Tory    |

## Secretários de Estado para os Assuntos Internos de 1801 a 1900
| Nome | Nome                                                 | Início do mandato       | Fim do mandato          | Partido     |
| ---- | ---------------------------------------------------- | ----------------------- | ----------------------- | ----------- |
|      | Lord Pelham                                          | 30 de julho de 1801     | 17 de agosto de 1803    | Whig        |
|      | Charles Philip Yorke                                 | 17 de agosto de 1803    | 12 de maio de 1804      | Tory        |
|      | Robert Banks Jenkinson                               | 12 de maio de 1804      | 5 de fevereiro de 1806  | Tory        |
|      | George Spencer                                       | 5 de fevereiro de 1806  | 25 de março de 1807     | Whig        |
|      | Robert Banks Jenkinson (Conte di Liverpool dal 1808) | 25 de março de 1807     | 1 de novembro de 1809   | Tory        |
|      | Rt. Hon. Richard Ryder                               | 1 de novembro de 1809   | 8 de junho de 1812      | Tory        |
|      | Henry Addington                                      | 11 de junho de 1812     | 17 de janeiro de 1822   | Tory        |
|      | Robert Peel                                          | 17 de janeiro de 1822   | 10 de abril de 1827     | Tory        |
|      | William Sturges Bourne                               | 30 de abril de 1827     | 16 de julho de 1827     | Tory        |
|      | Henry Petty-Fitzmaurice                              | 16 de julho de 1827     | 22 de janeiro de 1828   | Whig        |
|      | Robert Peel                                          | 26 de janeiro de 1828   | 22 de novembro de 1830  | Tory        |
|      | William Lamb                                         | 22 de novembro de 1830  | 16 de julho de 1834     | Whig        |
|      | Viscount Duncannon                                   | 19 de julho de 1834     | 15 de novembro de 1834  | Whig        |
|      | Arthur Wellesley                                     | 15 de novembro de 1834  | 15 de dezembro de 1834  | Tory        |
|      | Henry Goulburn                                       | 15 de dezembro de 1834  | 18 de abril de 1835     | Conservador |
|      | John Russell                                         | 18 de abril de 1835     | 30 de agosto de 1839    | Whig        |
|      | The Marquess of Normanby                             | 30 de agosto de 1839    | 30 de agosto de 1841    | Whig        |
|      | Sir James Graham, Bt                                 | 6 de setembro de 1841   | 30 de junho de 1846     | Conservador |
|      | Sir George Grey, Bt                                  | 8 de julho de 1846      | 23 de fevereiro de 1852 | Whig        |
|      | Spencer Horatio Walpole                              | 27 de fevereiro de 1852 | 19 de dezembro de 1852  | Conservador |
|      | Henry John Temple                                    | 28 de dezembro de 1852  | 6 de fevereiro de 1855  | Whig        |
|      | Sir George Grey, Bt                                  | 8 de fevereiro de 1855  | 26 de fevereiro de 1858 | Whig        |
|      | Spencer Horatio Walpole                              | 26 de fevereiro de 1858 | 3 de março de 1859      | Conservador |
|      | Thomas H. Sotheron-Estcourt                          | 3 de março de 1859      | 18 de junho de 1859     | Conservador |
|      | Sir George Cornewall Lewis, Bt                       | 18 de junho de 1859     | 25 de julho de 1861     | Liberal     |
|      | Sir George Grey, Bt                                  | 25 de julho de 1861     | 28 de junho de 1866     | Liberal     |
|      | Spencer Horatio Walpole                              | 6 de julho de 1866      | 17 de maio de 1867      | Conservador |
|      | Gathorne Hardy                                       | 17 de maio de 1867      | 3 de dezembro de 1868   | Conservador |
|      | Henry Bruce                                          | 9 de dezembro de 1868   | 9 de agosto de 1873     | Liberal     |
|      | Robert Lowe                                          | 9 de agosto de 1873     | 20 de fevereiro de 1874 | Liberal     |
|      | R. A. Cross                                          | 21 de fevereiro de 1874 | 23 de abril de 1880     | Conservador |
|      | Sir William Vernon Harcourt                          | 28 de abril de 1880     | 23 de junho de 1885     | Liberal     |
|      | R. A. Cross                                          | 24 de junho de 1885     | 1 de fevereiro de 1886  | Conservador |
|      | Hugh Childers                                        | 6 de fevereiro de 1886  | 25 de julho de 1886     | Liberal     |
|      | Henry Matthews                                       | 3 de agosto de 1886     | 15 de agosto de 1892    | Conservador |
|      | Herbert Henry Asquith                                | 18 de agosto de 1892    | 25 de junho de 1895     | Liberal     |
|      | Sir Matthew White Ridley, Bt                         | 29 de junho de 1895     | 12 de novembro de 1900  | Conservador |

## Secretários de Estado para os Assuntos Internos de 1900 a 2001
| Nome | Nome                          | Início do mandato       | Fim do mandato          | Partido          | Governo                      |
| ---- | ----------------------------- | ----------------------- | ----------------------- | ---------------- | ---------------------------- |
|      | Charles Ritchie               | 12 de novembro de 1900  | 12 de julho de 1902     | Conservador      | Cecil                        |
|      | Aretas Akers-Douglas          | 12 de julho de 1902     | 5 de dezembro de 1905   | Conservador      | Balfour                      |
|      | Herbert Gladstone             | 11 de dezembro de 1905  | 19 de fevereiro de 1910 | Liberal          | Campbell-Bannerman e Asquith |
|      | Winston Churchill             | 19 de fevereiro de 1910 | 24 de outubro de 1911   | Liberal          | Asquith                      |
|      | Reginald McKenna              | 24 de outubro de 1911   | 27 de maio de 1915      | Liberal          | Asquith                      |
|      | Sir John Allsebrook Simon     | 27 de maio de 1915      | 12 de janeiro de 1916   | Liberal          | Asquith                      |
|      | Herbert Samuel                | 12 de janeiro de 1916   | 7 de dezembro de 1916   | Liberal          | Asquith                      |
|      | Sir George Cave               | 11 de dezembro de 1916  | 14 de janeiro de 1919   | Conservador      | George                       |
|      | Edward Shortt                 | 14 de janeiro de 1919   | 23 de outubro de 1922   | Liberal          | George                       |
|      | William Bridgeman             | 25 de outubro de 1922   | 22 de janeiro de 1924   | Conservador      | Bonar Law e Baldwin          |
|      | Arthur Henderson              | 23 de janeiro de 1924   | 4 de novembro de 1924   | Trabalhista      | MacDonald                    |
|      | Sir William Joynson-Hicks, Bt | 7 de novembro de 1924   | 5 de junho de 1929      | Conservador      | Baldwin                      |
|      | J. R. Clynes                  | 8 de junho de 1929      | 26 de agosto de 1931    | Trabalhista      | MacDonald                    |
|      | Sir Herbert Samuel            | 26 de agosto de 1931    | 1 de outubro de 1932    | Liberal          | MacDonald                    |
|      | Sir John Gilmour, Bt          | 1 de outubro de 1932    | 7 de junho de 1935      | Unionista        | MacDonald                    |
|      | Sir John Allsebrook Simon     | 7 de junho de 1935      | 28 de maio de 1937      | Nacional Liberal | Baldwin                      |
|      | Sir Samuel Hoare, Bt          | 28 de maio de 1937      | 3 de setembro de 1939   | Conservador      | Baldwin e Chamberlain        |
|      | Sir John Anderson             | 4 de setembro de 1939   | 4 de outubro de 1940    | Conservador      | Churchill                    |
|      | Herbert Morrison              | 4 de outubro de 1940    | 23 de maio de 1945      | Trabalhista      | Churchill                    |
|      | Sir Donald Somervell          | 25 de maio de 1945      | 26 de julho de 1945     | Conservador      | Churchill                    |
|      | James Chuter Ede              | 3 de agosto de 1945     | 26 de outubro de 1951   | Trabalhista      | Attlee                       |
|      | Sir David Maxwell Fyfe        | 27 de outubro de 1951   | 19 de outubro de 1954   | Conservador      | Churchill                    |
|      | Rt. Hon. Gwilym Lloyd George  | 19 de outubro de 1954   | 14 de janeiro de 1957   | Conservador      | Churchill e Eden             |
|      | R. A. Butler                  | 14 de janeiro de 1957   | 13 de julho de 1962     | Conservador      | Macmillan                    |
|      | Henry Brooke                  | 14 de julho de 1962     | 16 de outubro de 1964   | Conservador      | Macmillan e Sir Douglas-Home |
|      | Sir Frank Soskice             | 18 de outubro de 1964   | 23 de dezembro de 1965  | Trabalhista      | Wilson                       |
|      | Roy Jenkins                   | 23 de dezembro de 1965  | 30 de novembro de 1967  | Trabalhista      | Wilson                       |
|      | James Callaghan               | 30 de novembro de 1967  | 19 de junho de 1970     | Trabalhista      | Wilson                       |
|      | Reginald Maudling             | 20 de junho de 1970     | 18 de julho de 1972     | Conservador      | Heath                        |
|      | Robert Carr                   | 18 de julho de 1972     | 4 de março de 1974      | Conservador      | Heath                        |
|      | Roy Jenkins                   | 5 de março de 1974      | 10 de setembro de 1976  | Trabalhista      | Wilson                       |
|      | Merlyn Rees                   | 10 de setembro de 1976  | 4 de maio de 1979       | Trabalhista      | Callaghan                    |
|      | William Whitelaw              | 4 de maio de 1979       | 11 de junho de 1983     | Conservador      | Thatcher                     |
|      | Leon Brittan                  | 11 de junho de 1983     | 2 de setembro de 1985   | Conservador      | Thatcher                     |
|      | Rt. Hon. Douglas Hurd         | 2 de setembro de 1985   | 26 de outubro de 1989   | Conservador      | Thatcher                     |
|      | David Waddington              | 26 de outubro de 1989   | 28 de novembro de 1990  | Conservador      | Thatcher                     |
|      | Kenneth Baker                 | 28 de novembro de 1990  | 10 de abril de 1992     | Conservador      | Major                        |
|      | Kenneth Clarke                | 10 de abril de 1992     | 27 de maio de 1993      | Conservador      | Major                        |
|      | Michael Howard                | 27 de maio de 1993      | 2 de maio de 1997       | Conservador      | Major                        |
|      | Jack Straw                    | 2 de maio de 1997       | 8 de junho de 2001      | Trabalhista      | Blair                        |

## Secretários de Estado para os Assuntos Internos de 2001 até hoje
| Nome | Nome             | Início do mandato      | Fim do mandato         | Partido     | Governo |
| ---- | ---------------- | ---------------------- | ---------------------- | ----------- | ------- |
|      | David Blunkett   | 8 de junho de 2001     | 15 de dezembro de 2004 | Trabalhista | Blair   |
|      | Charles Clarke   | 15 de dezembro de 2004 | 5 de maio de 2006      | Trabalhista | Blair   |
|      | John Reid        | 5 de maio de 2006      | 28 de junho de 2007    | Trabalhista | Blair   |
|      | Jacqui Smith     | 28 de junho de 2007    | 5 de junho de 2009     | Trabalhista | Brown   |
|      | Alan Johnson     | 5 de junho de 2009     | 11 de maio de 2010     | Trabalhista | Brown   |
|      | Theresa May      | 12 de maio de 2010     | 13 de julho de 2016    | Conservador | Cameron |
|      | Amber Rudd       | 13 de julho de 2016    | 29 de abril de 2018    | Conservador | May     |
|      | Sajid Javid      | 30 de abril de 2018    | 24 de julho de 2019    | Conservador | May     |
|      | Priti Patel      | 24 de julho de 2019    | 6 de setembro de 2022  | Conservador | Johnson |
|      | Suella Braverman | 6 de setembro de 2022  | 19 de outubro de 2022  | Conservador | Truss   |
|      | Grant Shapps     | 19 de outubro de 2022  | 25 de outubro de 2022  | Conservador | Truss   |
|      | Suella Braverman | 25 de outubro de 2022  | 13 de novembro de 2023 | Conservador | Sunak   |
|      | James Cleverly   | 13 de novembro de 2023 | 5 de julho de 2024     | Conservador | Sunak   |
|      | Yvette Cooper    | 5 de julho de 2024     | presente               | Trabalhista | Starmer |